# شعية لزجة
شعية لزجة (الاسم العلمي:Actinomyces viscosus) هي نوع من البكتيريا يتبع جنس الشعية الفطرية من فصيلة شعاوية.